# Cláudio Manoel
Cláudio Manoel Mascarenhas Pimentel dos Santos (Salvador, 25 de dezembro de 1958) é um humorista brasileiro, membro do grupo humorístico Casseta & Planeta e redator-final do programa de TV, Casseta e Planeta Urgente (1992-2010). Já usou, dentro do grupo, o nome Claude Mañel. Participou da banda Casseta & Planeta. 

## Biografia
Nascido em Salvador, aos 6 anos se mudou para o Rio de Janeiro junto com a mãe e os dois irmãos. Aos 12 entrou para o colégio Aplicação, no bairro da Lagoa, onde conheceu dois futuros parceiros no humor, Marcelo Madureira e Bussunda. Tentou vários cursos superiores, como história na PUC-Rio, e fazia engenharia na Universidade Federal do Rio de Janeiro quando foi convidado em 1982 junto de Bussunda para se unir a uma revista de humor em que Marcelo trabalhava, Casseta Popular. Junto de outra publicação, O Planeta Diário, formaram o grupo Casseta & Planeta. É casado desde 1995 com a economista Valéria Lima. Descreveu como suas grandes influências no humor Ivan Lessa e O Pasquim, Woody Allen e o grupo Monty Python.
Fora da comédia, em 2009 dirigiu um documentário sobre Wilson Simonal, Simonal - Ninguém Sabe o Duro que Dei.
Em 2007, seu irmão Mauro José morreu assassinado em Salvador.

## Personagens

### Reais
- Romário
- Carlos Alberto Parreira
- Marcos Valério
- Severino Cavalcanti
- Tévez
- Dilma Roussef
- Capitão Nascimento
- Che Guevara

### Fictícios
- Seu Creysson
- Carlos Maçaranduba
- Seu Barrosinho, dirigente do Tabajara Futebol Clube
- Kiekeylson, jogador polêmico (e que costuma a faltar muito nos treinos), também do Tabajara Futebol Clube

## Filmografia

### Televisão
| Ano                | Título                      | Papel              | Notas                                   |
| ------------------ | --------------------------- | ------------------ | --------------------------------------- |
| 1987               | Vandergleyson Show          | —                  | Redator                                 |
| 1988 - 1990 e 1992 | TV Pirata                   | —                  | Redator                                 |
| 1991               | Doris para Maiores          | Ele Mesmo          | Redator e Repórter                      |
| 1992 - 2010        | Casseta & Planeta, Urgente! | Vários Personagens | Redator e Ator                          |
| 2012               | Casseta & Planeta Vai Fundo | Vários Personagens | Redator e Ator                          |
| 2012               | As Brasileiras              | Walmir             | Episódio "A Fofoqueira de Porto Alegre" |
| 2021               | Meu amigo Bussunda          | Ele mesmo          | Diretor                                 |
| 2025               | Show 60 Anos                | Seu Creysson       | Especial dos 60 Anos da Globo           |

### Cinema
| Ano  | Título                                      | Papel                                               | Notas                |
| ---- | ------------------------------------------- | --------------------------------------------------- | -------------------- |
| 2003 | Os Rugrats e os Thornberrys Vão Aprontar    | Spike (voz)                                         | Dublagem             |
| 2003 | Casseta & Planeta: A Taça do Mundo é Nossa  | General Miranda Imbiruçu (Mirandinha) / Che Guevara |                      |
| 2006 | Casseta & Planeta: Seus Problemas Acabaram! | Seu Creysson e Vários Personagens                   |                      |
| 2009 | Simonal - Ninguém Sabe o Duro que Dei       |                                                     | Diretor e Roteirista |